# Kariba
Kariba je přehradní nádrž, která se nachází v Africe na řece Zambezi ve vzdálenosti 1300 km od Indického oceánu, na hranici států Zambie a Zimbabwe. Byla naplněna v letech 1958 – 1963 po vybudování stejnojmenné hráze, jejíž stavba začala v roce 1955 a byla dokončena v roce 1959 už během napouštění. Tak byla zaplavena stejnojmenná soutěska. Zimbabwské město Kariba bylo postaveno pro dělníky pracující na stavbě hráze, zatímco pro obyvatele zaplaveného území vyrostly vesnice Binga a Mlibizi v Zimbabwe a Siavonga a Sinazongwe v Zambii.
Vodní hladina nádrže má plochu 5580 km², délku 223 km a maximální šířku 40 km. Maximální hloubka nádrže je 93 m, průměrná hloubka 29 m a celkový objem dosahuje 185 km³.
Na jezeře se nachází několik ostrovů, z nichž největší jsou Maaze, Mashape, Chete, Sekula, Sampa Karuma, Fothergill, Spurwing, Snake, Antelope, Bed a Chikanka.

## Ekologie
Před naplněním jezera byla spálena vegetace v oblastech určených k zaplavení a byla tak vytvořena silná vrstva úrodné půdy na dně jezera. Po naplnění bylo do jezera vysazeno množství druhů ryb, mezi nimiž hrají hlavní roli sardinky Limnothrissa miodon, které byly přivezeny z jezera Tanganika a staly se předmětem komerčního rybolovu. V jezeře žijí také nilští krokodýli a hroši.
Lososovitým rybám, obzvlášť rodu Hydrocynus, které patřily k původním obyvatelům říčního systému Zambezi, se díky vysazeným sardinkám daří dobře. Obě země se snaží o rozvoj turistiky na březích přehradního jezera.
Z ptáků se vyskytuje např. orel jasnohlasý a kormorán. Na březích se příležitostně objevují stáda slonů.
Část přehradní nádrže, jež náleží k Zimbabwe, byla prohlášena přírodní rezervací pod názvem Lake Kariba Recreational Park v rámci projektu Zimbabwe Parks and Wildlife Estate.